# Sarapinagh
Sarapinagh (Soraphanigh) /=ground-nut people/, pleme Nanticoke Indijanaca ili ogranak plemena Cuscarawaoc ili Kuskarawaok, konfederacije Nanticoke, koje u ranom 17. stoljeću živi na rijeci Nanticoke u Marylandu. John Smith ih uz Nause, Arseek i Nantaquak (Nanticoke vlastiti) navodi kao  'najbolje trgovce među divljacima' .

## Vanjske poveznice
- Smith's First Voyage  Arhivirana inačica izvorne stranice od 16. rujna 2008. (Wayback Machine)